# Línea Amarrila (Metro de Montreal)
La Línea Amarilla es una de las cuatro rutas del metro de Montreal que operan en Montreal, Quebec, Canadá. La línea era popular cuando se abrió al servicio porque conectaba el centro de Montreal con la exposición Expo 67 y La Ronde en Île-Sainte-Hélène. La línea tiene tres estaciones y viaja bajo el río San Lorenzo entre la isla de Montreal y la ciudad de Longueuil.
La línea se numeró en secuencia después de la Línea 3, que luego se canceló. También es la primera línea de Metro en salir de la isla. Las tres estaciones de la línea han cambiado de nombre desde su apertura.

## Historia
En noviembre de 1961, el Ayuntamiento de Montreal decidió construir la red de Metro. La Línea Amarilla no formaba parte de los planes originales. Sin embargo, un año después, se aceptó la candidatura de Montreal para albergar la Exposición Universal de 1967. Se canceló la construcción de la Línea Roja y en cambio, la Línea Amarilla se construyó para desarrollar el sitio de exhibición el Parque Jean-Drapeau en el río San Lorenzo y para conectar el suburbio de rápido crecimiento de Longueuil.
La inauguración de la línea tuvo lugar el 1 de abril de 1967. En las primeras cuatro semanas, la estación de la isla de Santa Elena atendió únicamente a los trabajadores de la construcción del recinto de la Expo. La estación finalmente se abrió al público el 28 de abril de 1967, un día después de la inauguración oficial de la Expo 67.

## Estaciones
Las estaciones de la línea son:
| Estación     | Inauguración        | Ubicación | Tipo de estación | Construcción | Conexiones                                                                                                 |
| ------------ | ------------------- | --------- | ---------------- | ------------ | --- |
| Berri-UQAM   | 28 de abril de 1967 | Montreal  | Terminal         | Subterráneo  | Correspondencia - Línea Verde - Línea Naranja Otros servicios - Montreal bus - Gare d'autocars de Montreal |
| Jean-Drapeau | 28 de abril de 1967 | Montreal  | Paso             | Subterráneo  | Otros servicios - Montreal bus                                                                             |
| Longueuil    | 28 de abril de 1967 | Longueuil | Terminal         | Subterráneo  | Otros servicios - Terminal Longueuil                                                                       |

## Material rodante
En su apertura en 1967, los trenes MR-63 se utilizaron en la Línea Amarilla. Tras la introducción de los autos MR-73 en 1976, este último stock desplazó a los trenes más antiguos. En 2008, los autos MR-63 volvieron a estar en uso en la Línea Amarilla, pero comenzaron a retirarse en 2017. En cuestión de meses, el STM reemplazó todos los autos MR-63 con MPM-10 más nuevos. La última ejecución de un MR-63 fue en junio de 2018.